# Spilosoma ananda
Spilosoma ananda är en fjärilsart som beskrevs av Walter Karl Johann Roepke 1938. Spilosoma ananda ingår i släktet Spilosoma och familjen björnspinnare. Inga underarter finns listade i Catalogue of Life.